# Muhammed Bayır
Muhammed Bayır, né le 5 février 1989 à Mamak en Turquie, est un footballeur turc, qui évolue au poste d'arrière gauche au Gençlerbirliği SK.

## Biographie
Avec le club d'Osmanlıspor, il joue cinq matchs en Ligue Europa lors de la saison 2016-2017.